# قرائن الترمس
قرائن الترمس بلدة زراعية تقع شمال غرب منطقة القصيم على بعد 95 كم على الطريق السريع (القصيم - حايل) تابعة لمحافظة عيون الجواء، سميت بذٰلك نسبة لثلاث هضاب مقترنات ببعضها وهي قريبة من وادي الترَّمس. تشتهر بالزراعة وببعض المعالم الأثرية القديمه كما تشتهر بغزارة المياه الجوفية حيث أنها حصلت على المركز الثالث في غزارة المياه الجوفيه في السعودية وأيضًا تشتهر بتربتها الخصبة التي قابله لزراعة جميع المنتجات الزراعية، ومن اهمها النخيل والعنب والآعلاف والخضار بأنواعها.